# Henrique Hilário
Henrique Hilário Meireles Alves Sampaio, född 21 oktober 1975 i Porto, är en portugisisk före detta fotbollsmålvakt. Han spelade mellan 2006 och 2014 för Chelsea i Premier League. 

## Klubbkarriär
Hilário skrev på för Chelsea den 1 juli 2006. Han gjorde debut i Chelsea mot FC Barcelona på Stamford Bridge den 18 oktober samma år genom att hålla nollan och vinna med 1-0. Hans första match säsongen 2008/2009 i Premier League kom mot Hull City den 7 februari 2009. Han har sedan 2006 gjort 37 framträdanden för den engelska toppklubben.

## Meriter

### Porto
- Primeira Liga: 1997, 1998
- Portugisiska cupen: 1998, 2000, 2001
- Portugisiska Supercupen: 1996

### Chelsea
- FA-cupen: 2007, 2009, 2010, 2012
- Engelska Ligacupen: 2007
- FA Premier League: 2010
- UEFA Champions League: 2012
- FA Community Shield: 2009